# Poinson-lès-Fayl
Poinson-lès-Fayl – miejscowość i gmina we Francji, w regionie Grand Est, w departamencie Górna Marna.
Według danych na rok 1999 gminę zamieszkiwało 161 osób, a gęstość zaludnienia wynosiła 12 osób/km².